# Periboina
Periboina este una dintre cele două "guri" (canale naturale) prin care lacul Sinoe comunică cu Marea Neagră. Este orientată pe direcția nord - sud, fiind amplasată transversal perisipului ce le separă pe acestea. Are lungimea de cca. 450 m și lățime cuprinsă între 25 m și 170 m.
În capătul nordic, dinspre lacul Sinoe, a fost construit în scopuri piscicole un stăvilar mobil, care, totodată, asigură trecerea pedestră a Periboinei, dar împiedică parcurgerea acesteia dinspre mare înspre lac sau viceversa de corpuri plutitoare mai mari decât o barcă. Periboina este locul până la care există acces rutier dinspre continent, de-a lungul grindului Chituc.
Conform Dicționarului explicativ al limbii române, periboina (termen geologic) este o depresiune naturală produsă sub acțiunea valurilor mării, care separă marea de un lac litoral și prin care apele mării se unesc cu ale lacului.